# Phikal Bazar
Phikal Bazar, ook Phikkal Bajar, is een dorpscommissie (Engels: village development committee, afgekort VDC; Nepalees: panchayat) in het oosten van Nepal, gelegen in het district Ilam in de Mechi-zone. Ten tijde van de volkstelling van 2001 had het een inwoneraantal van 10.060 personen, verspreid over 2129 huishoudens; in 2011 waren er 11.264 inwoners, verspreid over 2691 huishoudens.